# Vice Squad Dick
Vice Squad Dick è uno split di Foetus con i Chrome Cranks. Venne pubblicato nel 1994 dalla PCP Entertainment. Entrambe le band suonano una cover dell'Eponimo tratto dal Dick Uranus. Venne anche prodotto un vinile contenente soltanto queste due tracce.

## Track list
1. Foetus – "Vice Squad Dick" (Uranus/Cloner/Clorox/Alligator/Boulevard) – 4:26
2. Chrome Cranks – "Little Johnny Jewel" (Tom Verlaine) – 7:02  CD only
3. Foetus – "Outside Of Time" (Von Lmo) – 3:50  CD only
4. Chrome Cranks – "Vice Squad Dick" – 6:35

## Formazione
- J. G. Thirlwell - Performance, produzione
- Chrome Cranks - Performance, produzione